# Marco Costa
Marco Costa (* 1992) ist ein italienischer Filmeditor.

## Leben
Der 1992 geborene Marco Costa besuchte ein Gymnasium in Mailand und studierte Medien an der Katholischen Universität vom Heiligen Herzen und Filmschnitt am Centro Sperimentale di Cinematografia in Rom.
Nachdem Costa im Jahr 2017 den italienischen Regisseur Luca Guadagnino kennengelernt hatte, war er erst für dessen Horrorfilm Suspiria als Schnittassistent von Walter Fasano tätig. Hiernach arbeitete der Regisseur probeweise mit Costa zusammen und vertraute ihm schließlich den Schnitt bei der Fernsehserie We Are Who We Are an. Auch für Guadagninos Filme Bones and All, Challengers – Rivalen und Queer war er tätig. Ebenfalls arbeiten sie für After the Hunt zusammen.

## Filmografie
- 2016: Mariottide (Miniserie, 16 Folgen)
- 2018: Così in terra (Kurzfilm)
- 2019: L'amore a domicilio
- 2019: Appena un minuto
- 2020: La volta buona
- 2020: We Are Who We Are (Fernsehserie, 8 Folgen)
- 2021: Il fronte interno
- 2022: Bones and All
- 2024: Challengers – Rivalen (Challengers)
- 2024: Diciannove
- 2024: Queer

## Auszeichnungen
Critics’ Choice Movie Award
- 2025: Nominierung für den Besten Schnitt (Challengers – Rivalen)

Eddie Award
- 2025: Nominierung in der Kategorie Bester Filmschnitt – Komödie (Challengers – Rivalen)[4]

Nastro d’Argento
- 2024: Nominierung für den Besten Schnitt (Challengers – Rivalen)[5]